# Сухой Став
Сухой Став (укр. Сухий Став; до 2024 года — Червоный Став) — село в Баштанском районе Николаевской области Украины.
Основано в 1927 году. Население по переписи 2001 года составляло 198 человек. Почтовый индекс — 56165. Телефонный код — 5158. Занимает площадь 0,69 км².

## Местный совет
56165, Николаевская обл., Баштанский р-н, с. Явкино, ул. Грушевского, 56; тел. 9-33-22.